# Wilhelm Ladewig
Wilhelm Ladewig (* 8. Oktober 1906 in Dargislaff, Kreis Greifenberg; † 20. Juli 1979 in Düsseldorf) war ein deutscher Zehnkämpfer und Hochspringer.
1928 wurde er bei den Olympischen Spielen in Amsterdam Zehnter im Zehnkampf. Bei den Studentenweltmeisterschaften gewann er im selben Jahr jeweils Silber im Hochsprung und im Fünfkampf, 1930 folgte Bronze in beiden Disziplinen.
1934 wurde er Deutscher Meister im Hochsprung. Bei den Leichtathletik-Europameisterschaften 1934 in Turin wurde er Fünfter im Hochsprung.
Wilhelm Ladewig startete für den Deutschen Sport-Club Berlin.
Vom 26. Juli 1958 bis 1972 war er als Oberstudiendirektor Leiter des "Rethel-Gymnasiums" in Düsseldorf.